# Gianluca Gori
 Gianluca Gori (n. 9 septembrie 1967, Florența, Italia), cunoscut ca Drusilla Foer, este un actor italian.